# Nemi (tecknad serie)

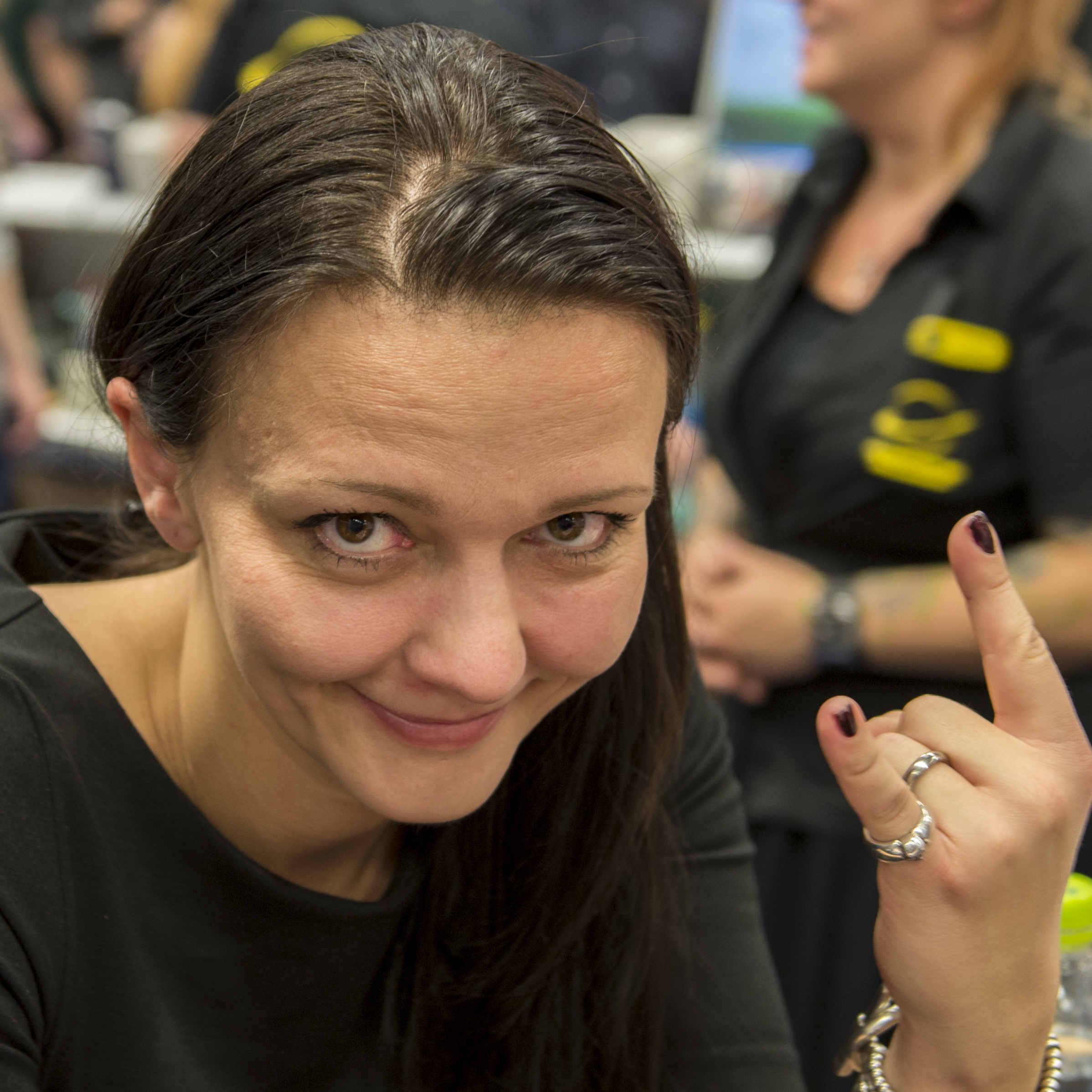
Lise Myhre, seriens skapare, på Bokmässan i Göteborg, 2013.

Nemi är en tecknad serie, skapad för den norska utgåvan av tidningen Larson! år 1997 av norskan Lise Myhre. Titelpersonen är Nemi Montoya, en svartklädd gothtjej som är cynisk och romantisk. En viktig roll spelas också av Nemis bästa kompis Cyan, som utgör den "normala motpolen" till Nemi. 

## Historia och distribution
Serien började som dagsstripp och blev snabbt populär, och samlingar med stripparna plus längre avsnitt finns även utgivna i albumform. Sedan 1999 produceras den i första hand för dagspressen, även om den  senare kompletterades med en egen månadstidning (utgiven både i Norge och Sverige). Efter att serietidningen lades ner började Nemi att publiceras som biserie i Pondus.  
Dagens Nyheter, Göteborgs-Posten, Sydsvenskan, Upsala Nya Tidning, Sydöstran med flera tidningar publicerar en Nemi-stripp om dagen sedan slutet av 1990-talet. Den 11 mars 2022 publicerade tidningar i NTM-koncernen, där bland annat UNT ingår, en Nemi-serie med en tecknad varg och en text om att licensjakt genomförs trots att vargen är rödlistad. Seriestrippen avpublicerades på nätupplagorna och NTM-koncernen valde att helt sluta att publicera serien. Det motiverades med att seriesidan inte var en plats för opinion eftersom det inte finns någon möjlighet att bemöta yttringar som görs där.

## Serietidningen Nemi
Full Stop Media gav 2002 ut en Nemi-serietidning "på prov". Den riktiga debuten för tidningen kom året efter. Utgivningen övertogs sedan av Schibsted Förlagen fram till förlagets nedläggning i december 2009. I maj 2010 återupptogs utgivningen av Egmont som fortsatte till nummer 4/2018.
Bland biserierna fanns Lenore, Kalle och Hobbe, Arne Anka, Death Junior och Reservatet.

## Innehåll och stil
Serien kretsar i första hand kring titelfigurens personlighet, som är ovanligt varierad för sin skämtseriegenre. Hon är både cynisk och romantisk, både trotsigt självständig och osjälvständig, dock alltid utan hänsyn till rådande konventioner.
Avsnitt som inte publicerats i dagspressen handlar om ensamhet (bland annat en tolkning av Edgar Allan Poes Alone) och komplicerade relationer (bland annat hur dåligt Cyan mår av att hennes pojkvän lämnar henne). Detta visar på en vilja att driva persongalleriet i serien bort från den ytliga hårdheten och mot en mera komplex vuxenserieton.
Nemis svaghet är choklad och muffins. Nemis favoritdjur är drakar och myrkottar. År 2012 fick också figuren Nemi sin första stadigvarande pojkvän, en svarthårig lång man vid namn Grimm.

## Källhänvisningar
1. 1 2 3  ”Nemi”. ne.se. https://www.ne.se/uppslagsverk/encyklopedi/l%C3%A5ng/nemi. Läst 1 januari 2019.
2. ↑  "Cyan (Character)". Comicvine.com. Läst 16 november 2014. (engelska)
3. ↑  ”Inlägg om vargjakt fick UNT att ta bort serien "Nemi" – Upsala Nya Tidning”. unt.se. https://unt.se/artikel/rg10z80r. Läst 16 mars 2022.
4. ↑  Hanna Lundquist (15 mars 2022). ”Vargbild fick NTM-tidningar att dumpa ”Nemi””. Journalisten. https://www.journalisten.se/nyheter/vargbild-fick-ntm-tidningar-att-dumpa-nemi. Läst 16 mars 2022.
5. ↑  ”Nemi. D 11. av Lise Myhre”. LitteraturMagazinet. Arkiverad från originalet den 1 juli 2022. https://web.archive.org/web/20220701112516/http://www.litteraturmagazinet.se/lise-myhre/nemi-d-11-. Läst 28 juni 2019.